# Diane d'Orléans

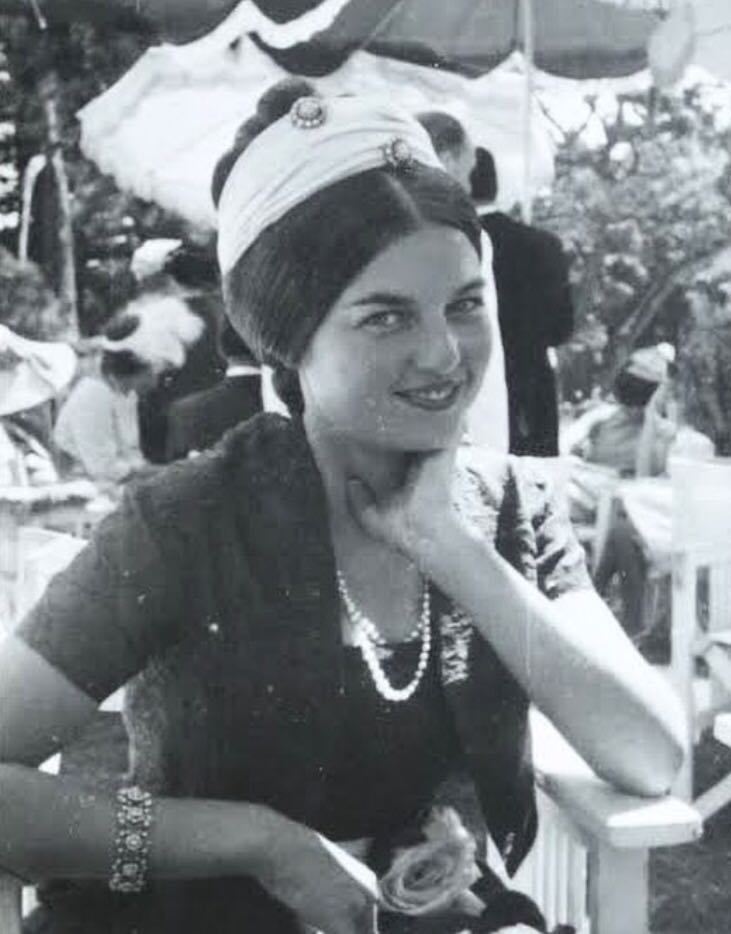
Diane d'Orléans

Diane Françoise Maria da Gloria d’Orléans (Petrópolis, 24 maart 1940), meest bekend als Diane de France, is een schilderes, schrijfster en ondersteuner van kunstenaars.

## Biografie
Diane d’Orléans werd geboren in Brazilië als zesde kind van prins Henri van Orléans (1908-1999), graaf van Parijs, troonpretendent voor de Orléanisten, en Isabelle van Orléans (1911-2003). Op 18 juli 1960 trouwde zij op het kasteel van Altshausen met Carl van Württemberg (1936–2022), van 1975 tot zijn dood hoofd van het huis Württemberg. Zij hebben samen zes kinderen. Diane d'Orleans bewoont stamslot Altshausen.

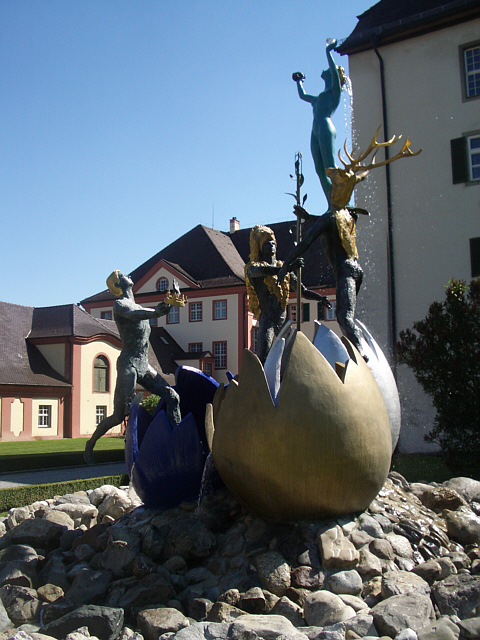
Kunstwerk Geburt der Isis

Diane d'Orléans beoefent de schilder- en de beeldhouwkunst. Zij heeft haar werk verschillende malen geëxposeerd sinds 1971. Daarnaast organiseert de hertogin elke twee jaar in de tuinen van het slot een tentoonstelling met werk van jonge kunstenaars. Daarnaast ondersteunt ze charitatieve stichtingen waarvan de Parijse stichting "Les Enfants de la Vie" de belangrijkste is.